# Де-Фамбергорст
Де-Фамбергорст (нід. De Famberhorst) — природний заповідник площею приблизно три гектари, розташований у муніципалітеті Фріске Маррен. Це важлива ділянка в екологічній ланці Фризьких озер, озера Лангвердервілен, природного заповідника Де-Твіген, історичної вітрозахисної смуги Омкромте (на захід від Куйлана), Де-Фамбергорст і парку Геремастат.

## Характеристики
На північному сході природний заповідник перетворюється на парк Геремастат і старий церковний шлях Борезінгель. На заході територію оточує Йонкерслот, колишній кордон між муніципалітетами Гаскерланд і Доніаверстал. З південної сторони Де-Фамбергорст межує з вітрозахисною смугою Омкромте.
Де-Фамбергорст із західного боку обмежений високою та широкою польдерною дамбою неправильної форми, яка разом з Йостершлюзом захищала колишній Йонкерспольдер від повеней. Східна частина являє собою болотисту місцевість з кількома водоймами. Висота рівня води у них різниться приблизно на 75 сантиметрів, що обумовлено непроникним первісним шаром. На півночі і сході Де-Фамбергорст оточений двома монументальними вітрозахисними смугами, що складаються в основному з місцевих дерев і чагарників. Ці старі вітрозахисні смуги мають історичну цінність.

## Флора і фауна
Завдяки різноманітним біотопам територія має багату флору та фауну, зокрема види, які внесені до Червоної книги Нідерландів.

## Доступність
Територія закрита для вільного відвідування. Однак, за бажанням, для невеликих груп любителів природи іноді проводяться екскурсії.
Завдяки спокою в цьому районі різні спільноти можуть продовжувати безперешкодно розвиватися.

## Екологічний коридор
Природний заповідник Де-Фамбергорст є частиною екологічного коридору, який поєднує територію Фризьких озер через заповідник Де-Твіген та інші зелені зони (включаючи історичну вітрозахисну смугу Омкромте, природний заповідник Де-Фамбергорст та історичний Йонкерслот) з парком Геремастат.

## Фотогалерея

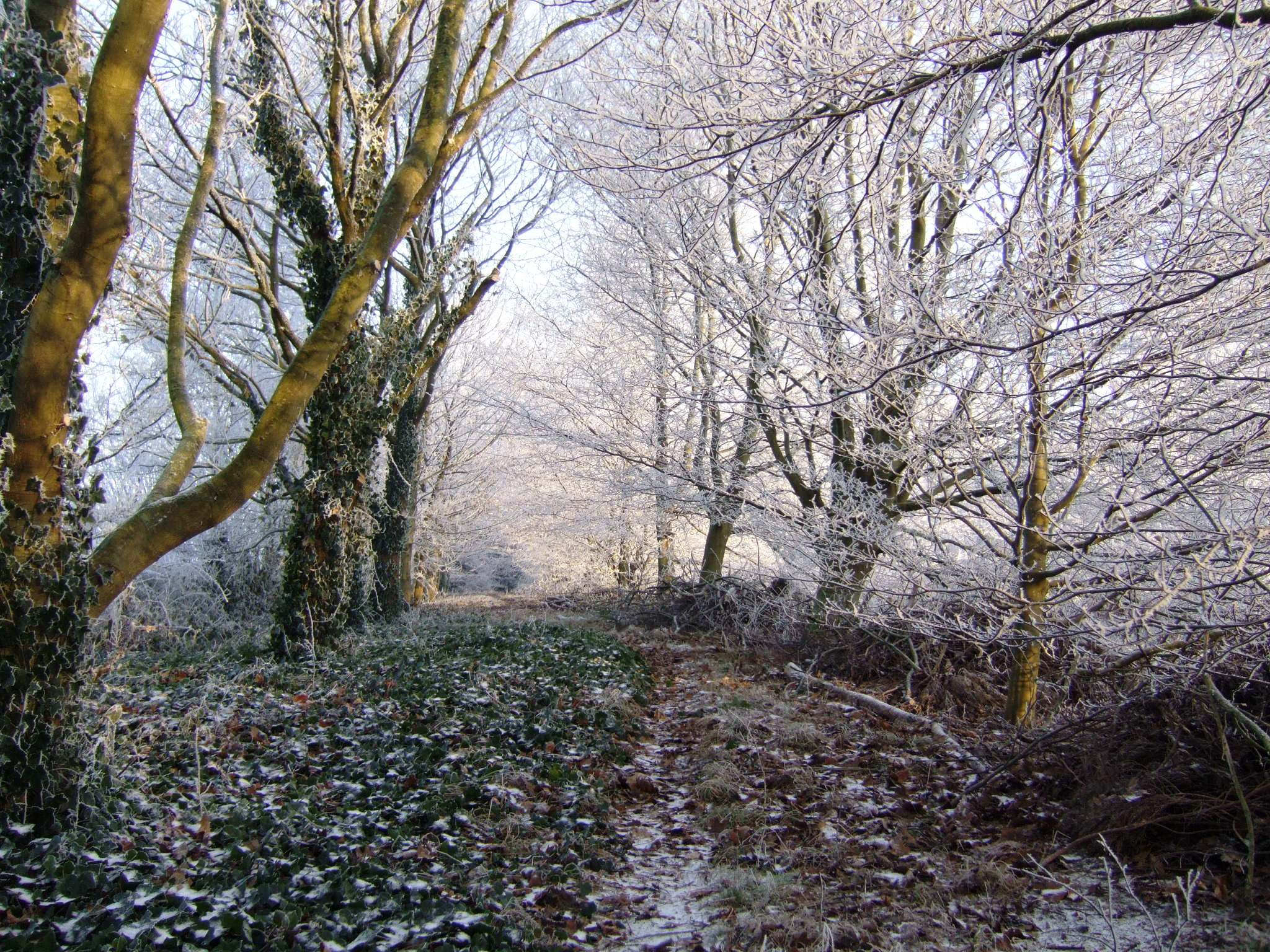
Алея засаджена буком, дубом та каштанами.
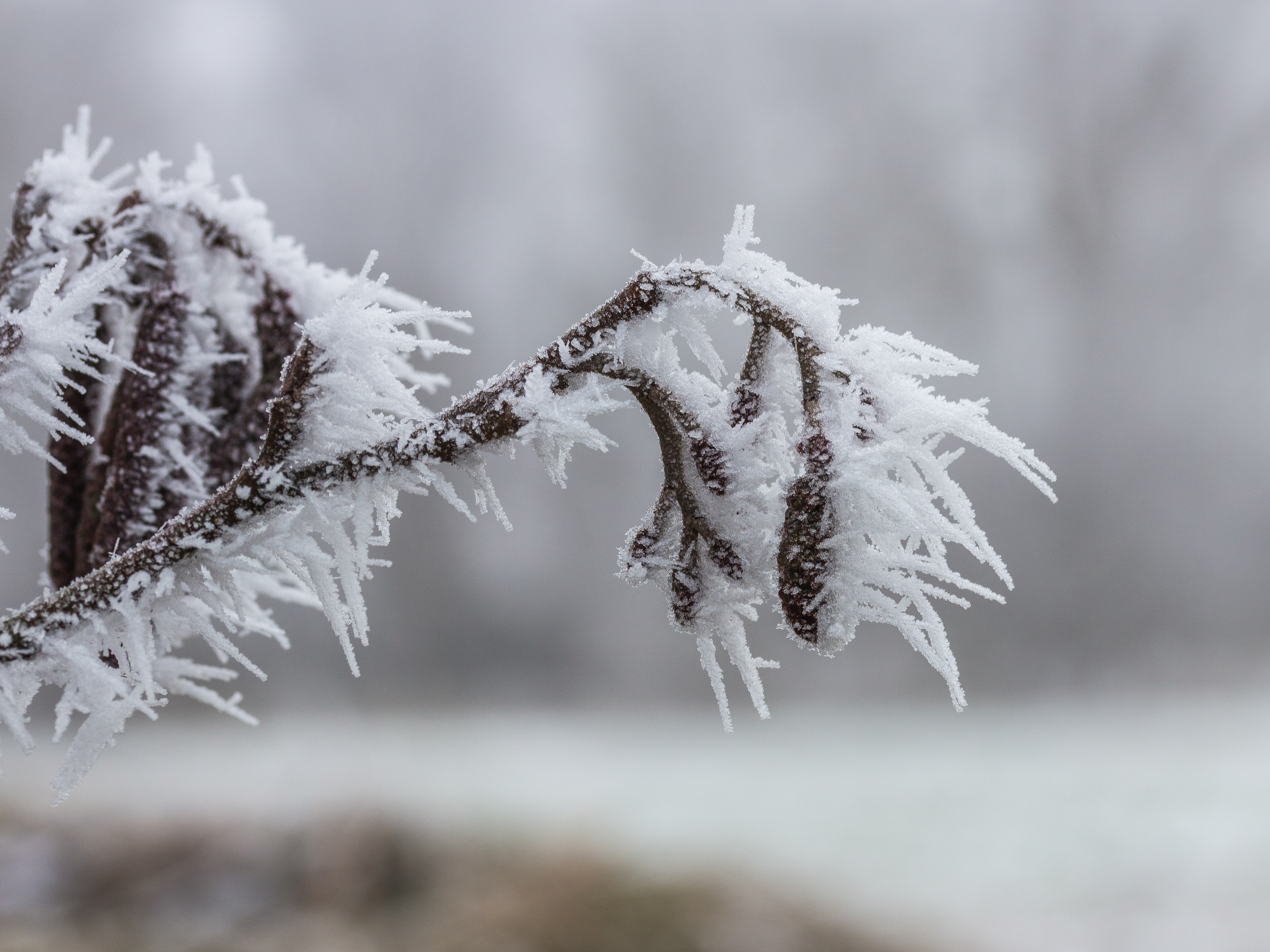
Вкриті інеєм сережки вільхи.
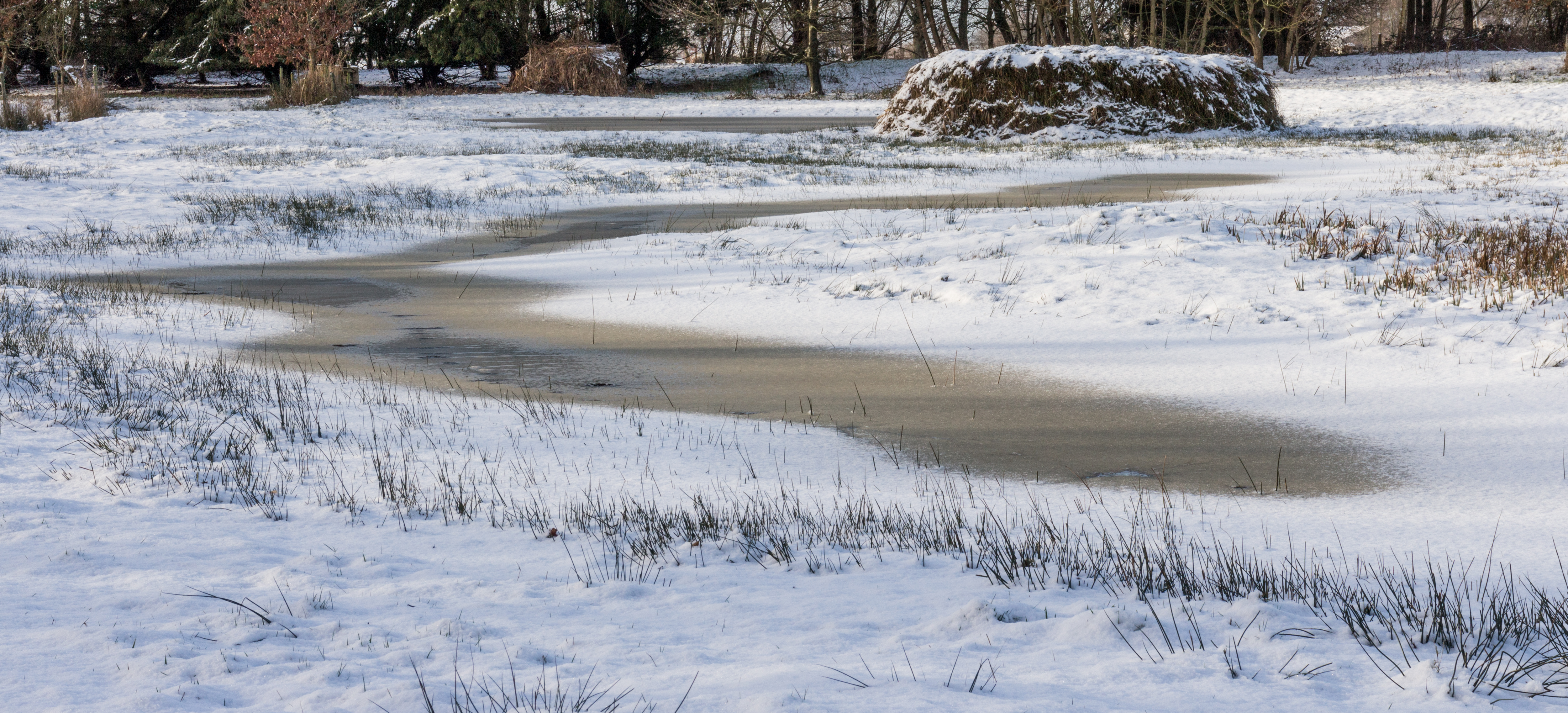
Відлига у заповіднику.
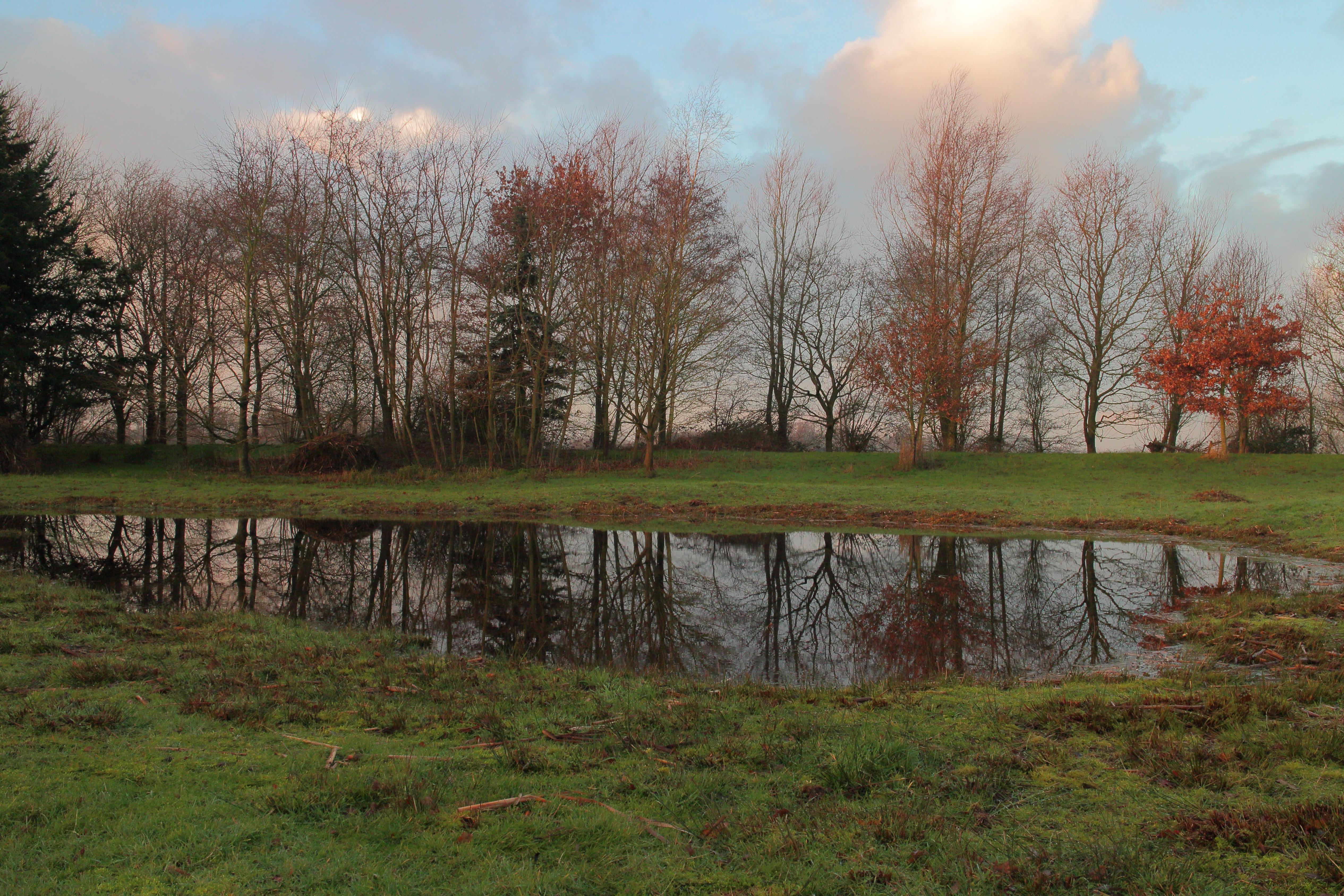
Світанок над однією із водойм.
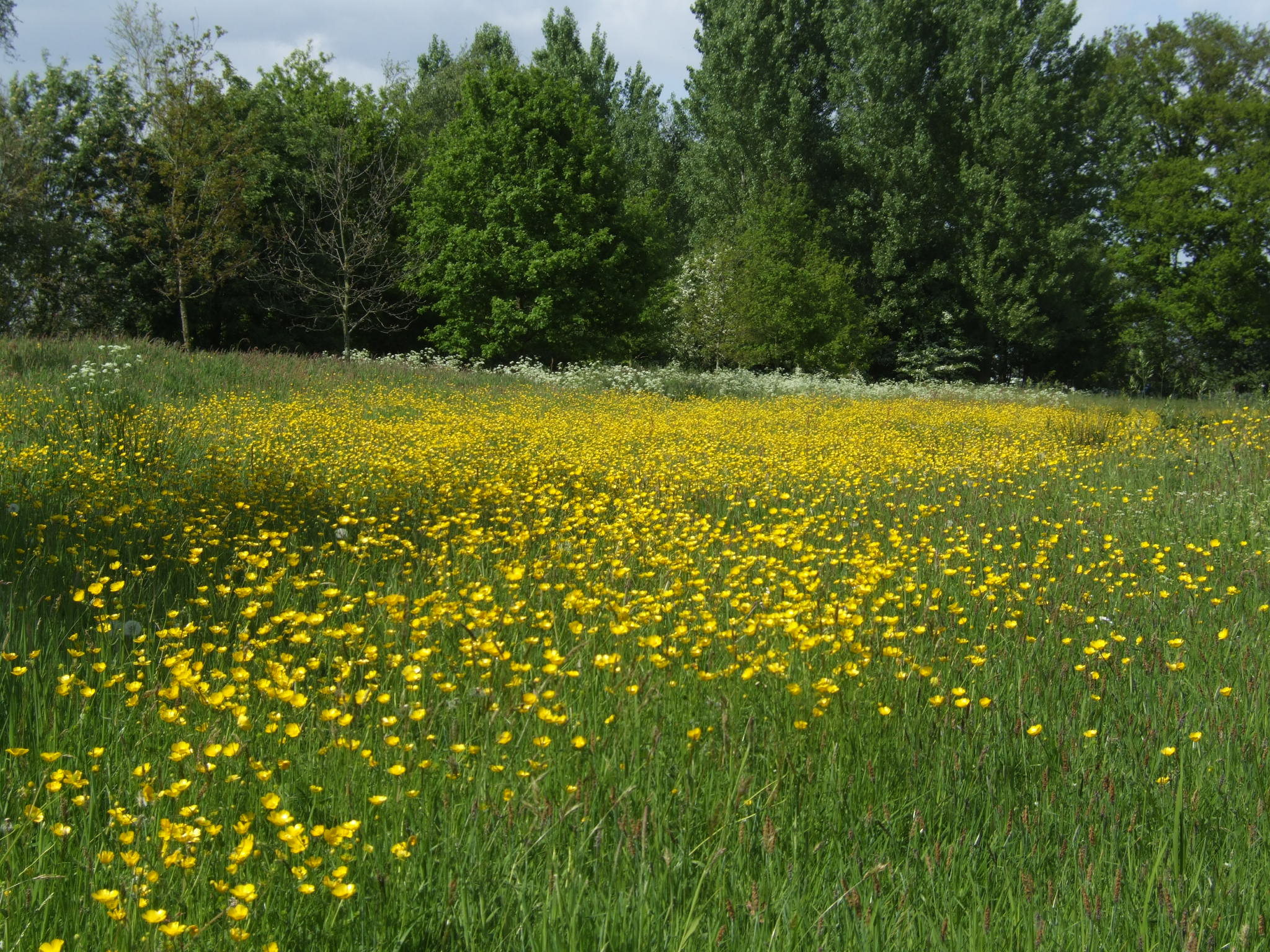
Луг у заповіднику.
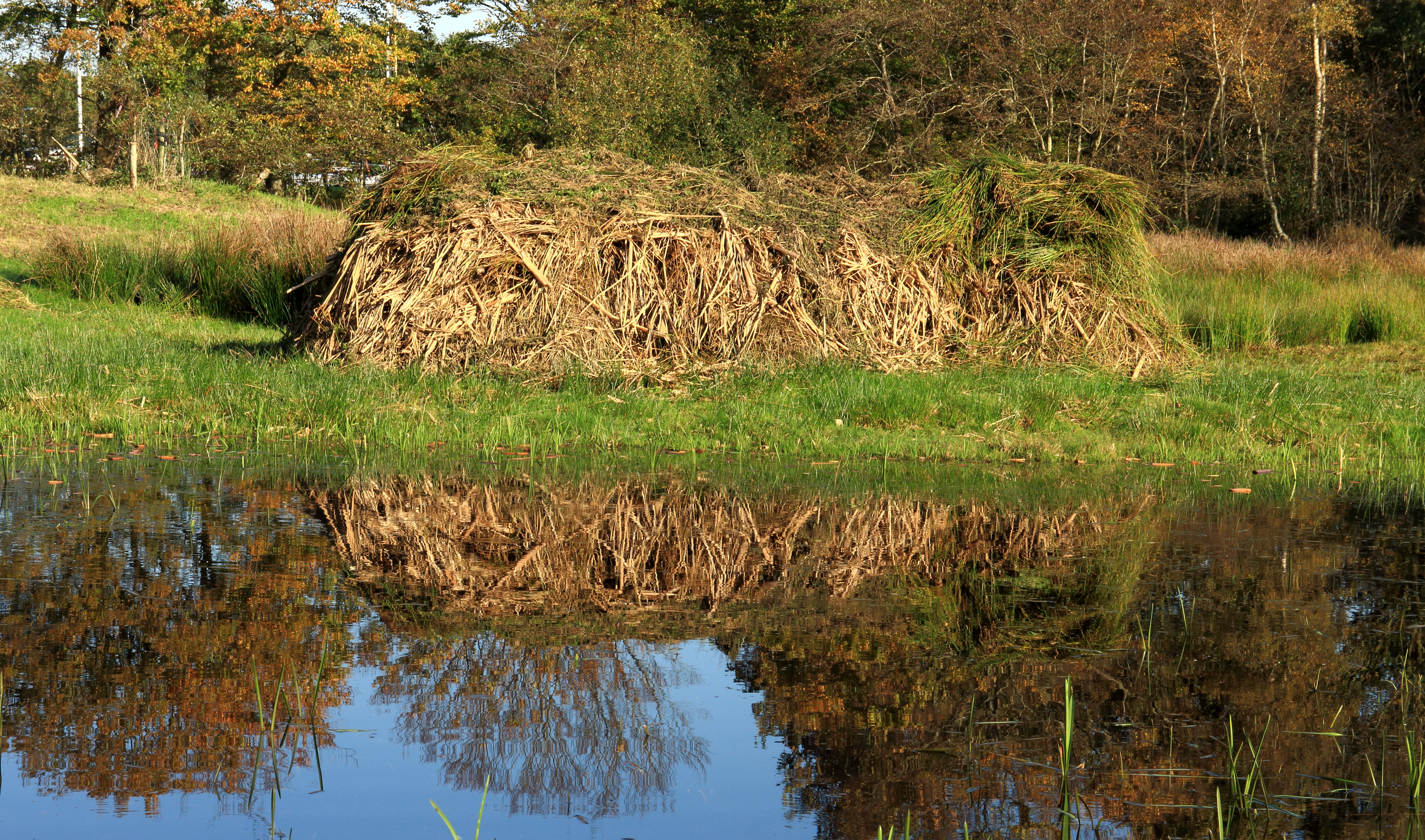
Очеретяне бадилля як зимовий притулок для дрібних ссавців.
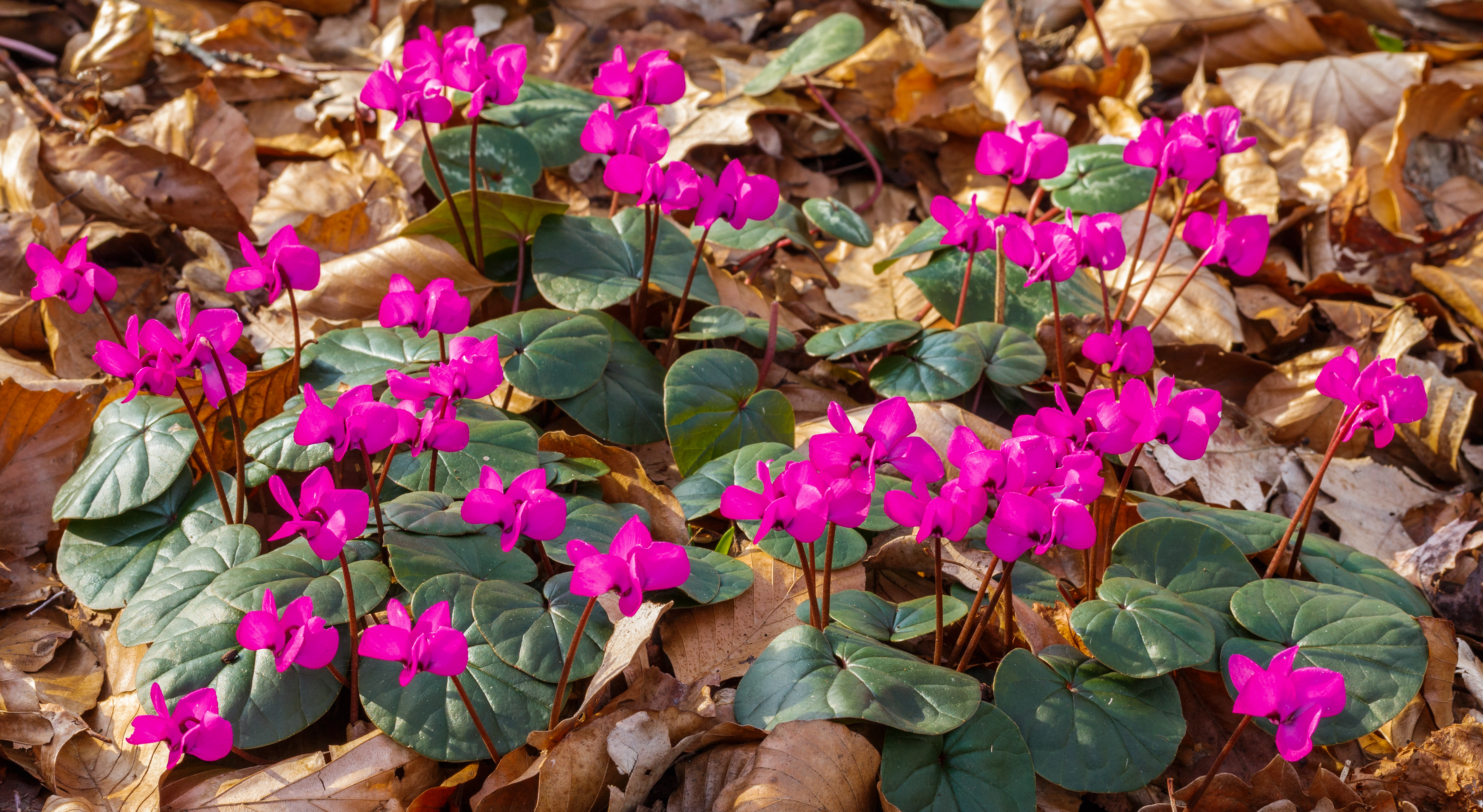
Цикламен між опалим листям.
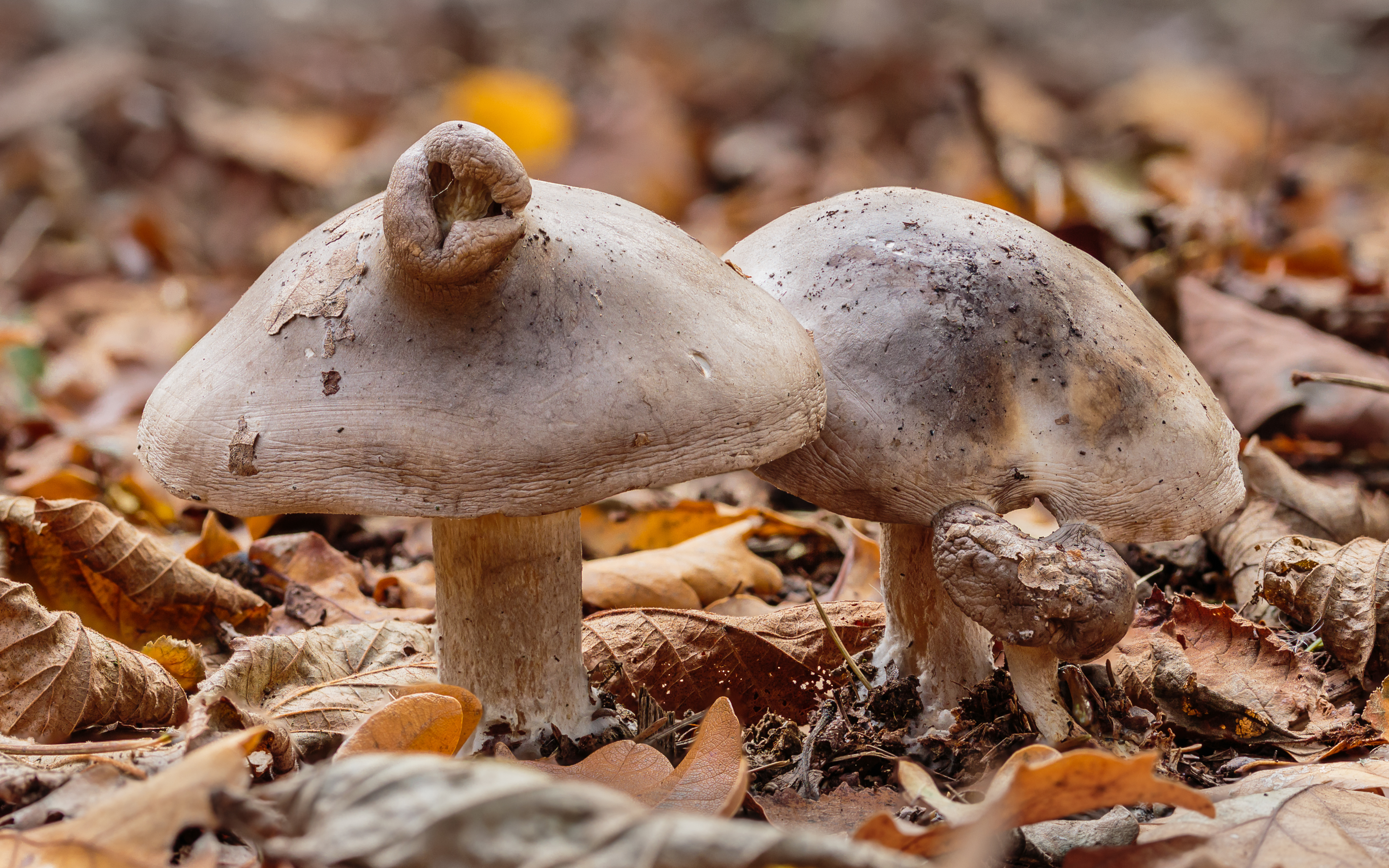
Грузлик сірий з дисморфізмом на капелюшку.
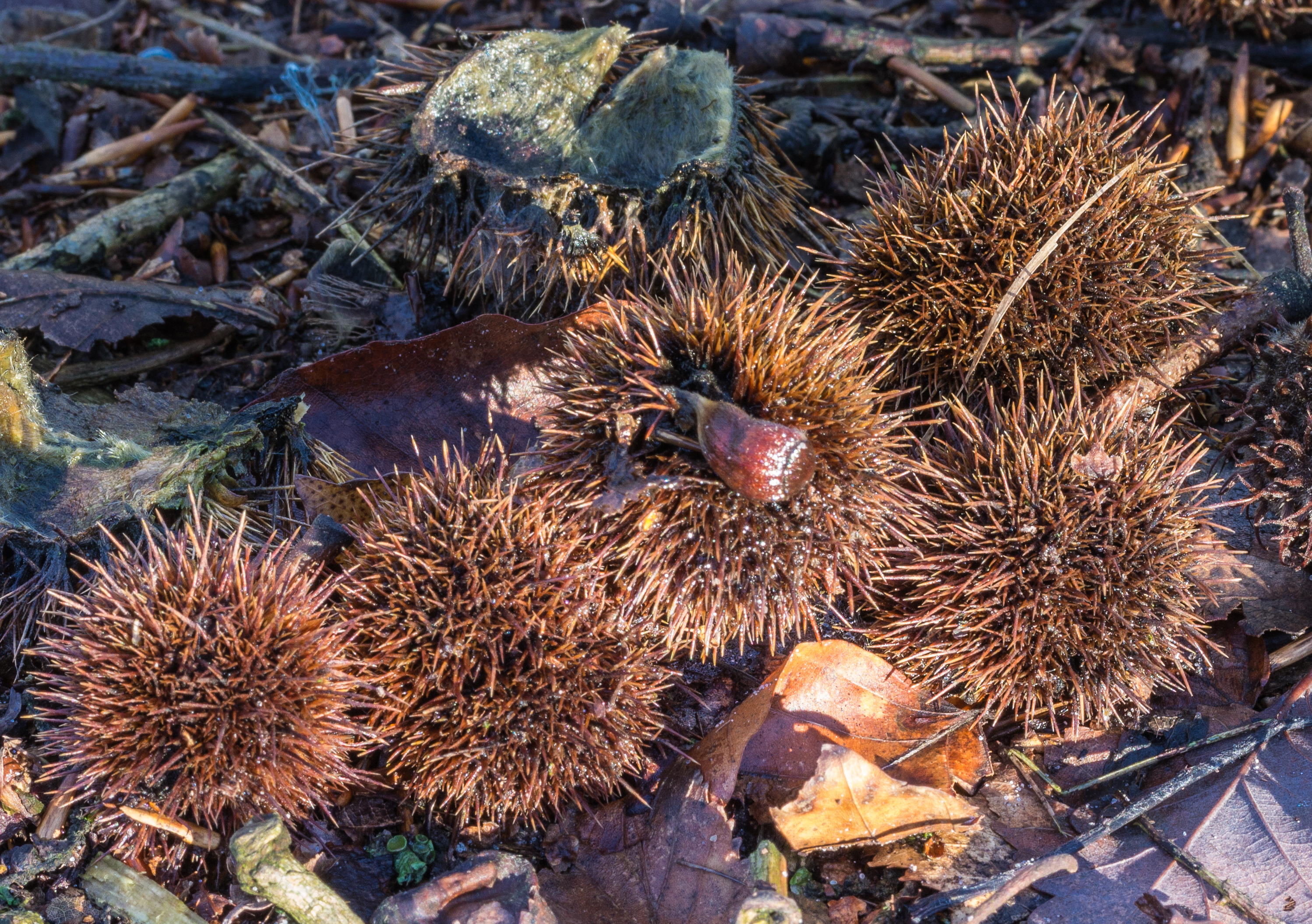
Листяний біотоп під буками.